# Lago Tikitapu
Il lago Tikitapu o lago blu (Blue Lake), è uno della serie di laghi che giacciono fra il lago Rotorua ed il lago Tarawera nella regione di Bay of Plenty nell'Isola del Nord della Nuova Zelanda. Gli altri laghi del gruppo sono il lago Okataina, lago Rotokakahi ed il lago Okareka; tutti fanno parte del bordo ovest della caldera di Okataina. 
Insieme agli altri, il lago Tikitapu si trova all'interno di una caldera vulcanica formatasi negli ultimi 300 000 anni. Il colore blu del lago può essere attribuito alla riolite e alla pomice che coprono il letto del lago. Il lago non ha uno sbocco visibile; tuttavia, il flusso dell'acqua, nel sottosuolo, scorre verso il lago Tarawera.
In estate, il lago è meta turistica per le attività ricreative che offre, come i numerosi eventi sportivi, sci d'acqua e triathlon. Come molti dei laghi del distretto di Rotorua, è anche usato per la pesca alla trota.